# 血肉之軀 (電影)
《血肉之軀》（英語：Pound of Flesh）是一部2015年加拿大動作驚悚片，由厄尼·巴布拉許執導，尚-克勞德·范·達美、夏洛特·彼特斯（Charlotte Peters）和達倫·薛拉維主演，講述善於綁架和營救的前秘密探員鄧肯·萊爾（Deacon Lyle，范·達美飾演）在救了一名遇難女子的隔日，發現自己遭人設計，體內的腎臟少了一個，使他開始追查幕後真兇。電影2015年3月23日在加拿大電視首映，2015年5月15日在美國有限上映，其他地區或國家多為DVD首映發行。

## 劇情
在菲律賓馬尼拉，善於綁架和營救的前秘密探員鄧肯·萊爾與自己疏遠的弟弟喬治見面，以將自己的腎臟移植給侄女伊莎貝拉。手術的前一天，鄧肯營救了遇難女子安娜·萊利，並在酒店與她發生一夜情。未料，鄧肯隔日醒來後發現自己體內的腎臟少了一個，成為器官盜竊的受害者。
為了尋找他被盜的腎臟，鄧肯找來老友龔合作展開追查，喬治也堅持跟隨他們。鄧肯在地下搏擊場找到了安娜，後者坦承自己為了錢參與此事，指使她的是前英國特種兵德雷克，也是當天晚上在巷口欺負自己並被鄧肯擊退的男人。之後，鄧肯帶著安娜離開，並與德雷克發生短暫交火。
喬治透過管道取得一份名單，得知腎臟在名為西蒙·蘭特的雇傭兵富翁手上。鄧肯等人前往喬治的避暑別墅部署接下來的行動，但此處早被德雷克事先安裝手榴彈陷阱，使一場爆炸殺死了龔。鄧肯、安娜和喬治獲得龔事先準備的軍火，並前往蘭特的莊園。鄧肯武裝潛入其中，與當中的護衛戰鬥。最後在一場搏鬥中殺死了德雷克。但鄧肯和喬治發現，西蒙·蘭特的11歲孫子也需要鄧肯的腎臟，使兄弟倆放棄了目標。鄧肯在與德雷克的對決中受了傷但不打算止血，失血過多的他在死前見了伊莎貝拉一面，並決定將自己剩餘的腎臟移植給她。一年後，一起生活的喬治、伊莎貝拉和安娜拜訪了喬治的亡妻及鄧肯的墓。

## 演員
- 尚-克勞德·范·達美飾演鄧肯·萊爾（Deacon Lyle）
- 夏洛特·彼特斯（Charlotte Peters）飾演安娜·萊利（Anna Riley）
- 達倫·薛拉維飾演德雷克（Drake）
- 阿基·阿萊格（英语：Aki Aleong）飾演龔（Kung）
- 約翰·洛斯頓（英语：John Ralston (actor)）飾演喬治·萊爾（George Lyle）
- 杜俊緯（英语：Jason Tobin）飾演連恩（Liam）
- 狼森飾演佐爾坦（Zoltan）
- 麥克·里德（英语：Mike Leeder）飾演鮑里斯（Boris）
- TFBOYS飾演酒店裡的樂團男孩

## 製作
主要拍攝和後製於2014年5月24日結束。2015年1月14日，演員達倫·薛拉維過世，該片成為其遺作。

## 外部連結
- 互联网电影数据库（IMDb）上《血肉之軀》的资料（英文）